# Bonnievale
Bonnievale ist eine Stadt in der Lokalgemeinde Langeberg, im Distrikt Cape Winelands der südafrikanischen Provinz Westkap, 180 Kilometer östlich von Kapstadt und 30 Kilometer südöstlich von Robertson am Ufer des Breede River gelegen. 2011 hatte der Ort 9092 Einwohner. Eingerahmt ist die Stadt von den Langebergen im Nordosten und den Riviersonderend Mountains im Südwesten.

## Geschichte
Im Jahr 1902 wurde an der Bahnstrecke Worcester–Voorbaai zwischen den Städten Robertson und Swellendam ein Eisenbahnhalt mit dem Namen Vale errichtet. Im Jahr 1917 erhielt diese Station den Status eines Bahnhofes und den Namen Bonnievale. 1922 wurde die Ortschaft gegründet und 1953 erhielt sie den Stadtstatus.

## Wirtschaft
Der mit einem Betrieb in Bonnievale ansässige italienische Konzern Parmalat ist einer der größten Milchproduzenten weltweit. Außerdem wird dort Käse hergestellt. Ein weiterer wirtschaftlicher Zweig der Stadt ist der Weinbau mit zahlreichen Kellereien:
- Bonnievale Cellar
- Goedverwacht Wine Estate
- Langverwacht Winery
- Merwespont Cellar
- Jonkheer Wines
- Janéza Private Cellar
- Mooiuitsig Wines
- Nordale Cellar
- Quando Wines
- Van Zylshof Wine Estate
- Weltevrede Wine Estate (mit dem einzigen Weinberg, der in Südafrika ein Nationaldenkmal ist)[3]
- Wolvendrift Private Cellar

## Sprachen
Gemäß der Volkszählung von 2011 sprachen als Muttersprache:
- Afrikaans	89,7 %
- isiXhosa	 6,0 %
- Englisch 1,7 %
- Sesotho	 1,3 %
- Andere         1,3 %

## Söhne und Töchter der Stadt
- Breyten Breytenbach (1939–2024), Schriftsteller, Maler und Anti-Apartheid-Aktivist